# Hyperolius nasicus
Hyperolius nasicus es una especie de anfibio anuro de la familia Hyperoliidae.

## Distribución geográfica
Esta especie se encuentra en:
- Mozambique;
- el noroeste de Zambia;
- el este de Zimbabue;
- la República Democrática del Congo.[5]

## Publicación original
- Laurent, 1943: Les Hyperolius (Batraciens) du Musee Congo. Annales du Musée Royal du Congo Belge, Sciences Zoologiques, Tervuren, vol. 4, p. 61-140.[6]